# Marcel Pinte
Pour les articles homonymes, voir Pinte.
Marcel Pinte, né à Valenciennes le 12 avril 1938 et abattu accidentellement à Aixe-sur-Vienne en Haute-Vienne le 19 août 1944 à l’âge de 6 ans, est le plus jeune résistant connu de l'Histoire de France. « Mort pour la France », il a été fait sergent du maquis à titre posthume.

## Biographie
Marcel Pinte naît à Valenciennes en avril 1938. Il est le fils d'Eugène Pinte (1902-1951), un officier de l'armée de terre.
Après l'armistice du 22 juin 1940, la famille s'installe en zone libre, dans une ferme à Aixe-sur-Vienne, au sud-ouest de Limoges dans la Haute-Vienne, où son père va devenir l'un des commandants de la Résistance locale. Le jeune Marcel, surnommé Quinquin, partage le quotidien des maquisards, et les aide en transportant des messages et des petits colis.
Il meurt accidentellement, lors d’un parachutage d’armes britanniques, juste après un largage, mortellement touché par un tir de mitraillette d'un autre maquisard.
Il est inhumé le 21 août 1944 avec les honneurs réservés aux maquisards. Il est mort pour la France. 
Marcel Pinte est nommé sergent[Quand ?] et reçoit symboliquement en 2013 le titre de combattant volontaire de la Résistance. Son nom est gravé sur le monument aux morts d'Aixe-sur-Vienne le 11 novembre 2020.
Son père Eugène Pinte est mort en 1951, il est enterré au côté de son fils au cimetière d'Aixe-sur-Vienne.

## Hommages posthumes
- 1950[6] : il est reconnu comme ayant appartenu à la Résistance intérieure française ;
- 2013 : carte de combattant volontaire de la Résistance ;
- 11 novembre 2020[2] : son nom est inscrit sur le monument aux Morts d'Aixe-sur-Vienne.